# Dirbung
Dirbung (nep. दिर्बुङ) – gaun wikas samiti w zachodniej części Nepalu w strefie Lumbini w dystrykcie Gulmi. Według nepalskiego spisu powszechnego z 2001 roku liczył on 458 gospodarstw domowych i 2504 mieszkańców (1433 kobiet i 1071 mężczyzn).